# Mistrzostwa Ameryki Południowej Juniorów w Lekkoatletyce 2024
46. Mistrzostwa Ameryki Południowej Juniorów w Lekkoatletyce – zawody lekkoatletyczne, które odbyły się w dniach 12-14 lipca 2024 w Limie.

## Rezultaty

### Mężczyźni
| Konkurencja                                     | 1. miejsce                                                                   | Wynik     | 2. miejsce                                                                  | Wynik     | 3. miejsce                                                                          | Wynik     |
| ----------------------------------------------- | ---------------------------------------------------------------------------- | --------- | --------------------------------------------------------------------------- | --------- | ----------------------------------------------------------------------------------- | --------- |
| Bieg na 100 m                                   | Benjamín Aravena                                                             | 10,65     | Aron Earl                                                                   | 10,66     | Tomás Mondino                                                                       | 10,82     |
| Bieg na 200 m                                   | Benjamín Aravena                                                             | 21,62     | Wesley Henrique Dionisio                                                    | 21,66     | Paulo Henrique Pedroso Batista                                                      | 21,73     |
| Bieg na 400 m                                   | Malachi Austin                                                               | 47,21     | Ian Andrey Pata                                                             | 47,69     | Vinicius Galeno                                                                     | 48,29     |
| Bieg na 800 m                                   | Uriel Muñoz                                                                  | 1:51,22   | Lucas Jara                                                                  | 1:51,84   | Bryan Alves                                                                         | 1:52,00   |
| Bieg na 1500 m                                  | Uriel Muñoz                                                                  | 3:55,82   | Lucas Jara                                                                  | 3:56,31   | Luis Huamán                                                                         | 3:57,48   |
| Bieg na 3000 m                                  | Luis Huamán                                                                  | 8:38,31   | Manuel Rojas                                                                | 8:39,08   | Brayan Huanca                                                                       | 8:40,90   |
| Bieg na 5000 m                                  | Porfirio Meneses                                                             | 14:27,60  | Manuel Rojas                                                                | 14:28,44  | Brayan Huanca                                                                       | 14:39,97  |
| Bieg na 3000 m z przeszkodami                   | Samuel Costa Santana                                                         | 9:08,79   | Leonardo Guerrero                                                           | 9:13,79   | Julio Alejandro Espinoza                                                            | 9:27,34   |
| Bieg na 110 m przez płotki (wys. płotka: 99 cm) | Vinícius de Brito                                                            | 13,86     | Odair Gonçalves                                                             | 14,09     | Geronimo Canizales                                                                  | 14,17     |
| Bieg na 400 m przez płotki                      | José David Mosquera                                                          | 52,11     | Ramon Fuenzalida                                                            | 52,46     | Ian Andrey Pata                                                                     | 52,86     |
| Sztafeta 4 × 100 m                              | Brazylia Murilo dos Santos · Wesley da Silva · Renan Akamine · Paulo Batista | 41,20     | Argentyna Francisco Ferreccio · Diego Pérez · Manuel Juarez · Tomás Mondino | 41,47     | Ekwador Jose Luis Guevara · Ian Andrey Pata · Johnny Steven Ramírez · Roy Chila     | 41,84     |
| Sztafeta 4 × 400 m                              | Brazylia Vinícius Moura · Bryan Alves · Lucas de Almeida · Carlos Lara       | 3:14,63   | Argentyna Manuel Juarez · Diego Pérez · Tomas Miron · Tomás Mondino         | 3:14,94   | Kolumbia Esteban Bermudez · Hector David Barrios · José David Mosquera · Óscar Leal | 3:16,48   |
| Chód na 10 000 m                                | José Leonardo Ramírez                                                        | 43:06,71  | Julian Andrés Alfonso                                                       | 43:07,55  | Ivan Dario Ona Colcha                                                               | 43:25,79  |
| Skok wzwyż                                      | Aldahir Rodríguez                                                            | 2,01      | Janer Caicedo                                                               | 1,95      | Eric Cardoso                                                                        | 1,95      |
| Skok o tyczce                                   | Pedro Henrique Aparecido                                                     | 4,70      | Andrés Felipe Torres                                                        | 4,40      | N/A                                                                                 | N/A       |
| Skok w dal                                      | Murilo dos Santos                                                            | 7,32      | Renan Akamine                                                               | 7,08      | Christopher Thiessen                                                                | 7,01      |
| Trójskok                                        | Santiago Theran                                                              | 15,56     | Gilvan da Costa                                                             | 15,52     | Roy Jair Chila                                                                      | 14,98     |
| Pchnięcie kulą (6 kg)                           | Alessandro Soares                                                            | 18,48     | Erik Caicedo                                                                | 17,02     | Pedro Rafael Modesto                                                                | 16,79     |
| Rzut dyskiem (1,75 kg)                          | Juan David Montaño                                                           | 60,29     | Alberto dos Santos Filho                                                    | 58,56     | Allan Fell                                                                          | 53,88     |
| Rzut młotem (6 kg)                              | Cipriano Riquelme                                                            | 68,19     | Juan Sebastian Escarpeta                                                    | 68,16     | Eduardo Cardoso                                                                     | 66,33     |
| Rzut oszczepem                                  | Yirmar Ariel Torres                                                          | 73,21     | Arthur Monteiro                                                             | 71,90     | Orlando Fernández Guzmán                                                            | 67,70     |
| Dziesięciobój                                   | Romeo Mannel Jara                                                            | 6868 pkt. | Edgar Rosabal                                                               | 6802 pkt. | Facundo Millán                                                                      | 6398 pkt. |

### Kobiety
| Konkurencja                   | 1. miejsce                                                                                | Wynik     | 2. miejsce                                                                 | Wynik     | 3. miejsce                                                                                            | Wynik     |
| ----------------------------- | ----------------------------------------------------------------------------------------- | --------- | -------------------------------------------------------------------------- | --------- | --- | --------- |
| Bieg na 100 m                 | Athaleyha Hinckson                                                                        | 11,76     | Maria Maturana                                                             | 11,85     | Vanessa dos Santos                                                                                    | 11,86     |
| Bieg na 200 m                 | Antonia Ramírez                                                                           | 24,24     | Dana Jiménez                                                               | 24,32     | Hakelly de Souza                                                                                      | 24,41     |
| Bieg na 400 m                 | Julia Ribeiro                                                                             | 54,32     | Nahomy Castro                                                              | 54,87     | Tianna Springer                                                                                       | 55,12     |
| Bieg na 800 m                 | Isabel Conde                                                                              | 2:06,00   | Sabrina Gabrieli Pena                                                      | 2:08,57   | Luise Rosa Braga                                                                                      | 2:09,20   |
| Bieg na 1500 m                | Vanessa Alder                                                                             | 4:28,07   | Lily Alder                                                                 | 4:28,30   | Luise Rosa Braga                                                                                      | 4:28,96   |
| Bieg na 3000 m                | Vanessa Alder                                                                             | 9:50,61   | Karol Luna                                                                 | 9:51,41   | Luz Arias Mayhua                                                                                      | 9:51,88   |
| Bieg na 5000 m                | Luz Arias Mayhua                                                                          | 17:07,70  | Alison Tisalema                                                            | 17:11,07  | Mateo Torrez                                                                                          | 17:17,62  |
| Bieg na 3000 m z przeszkodami | Alison Tisalema                                                                           | 10:35,97  | Laura Camargo                                                              | 10:44,78  | Russell Cjuro                                                                                         | 10:50,40  |
| Bieg na 100 m przez płotki    | Helen Bernard                                                                             | 13,82     | Catalina Rozas                                                             | 13,90     | Luciana Zapata                                                                                        | 13,93     |
| Bieg na 400 m przez płotki    | Amanda da Silva                                                                           | 59,63     | Paola Loboa                                                                | 1:00,13   | Helen Bernard                                                                                         | 1:00,19   |
| Sztafeta 4 × 100 m            | Brazylia Beatriz Camargo Monteiro · Vanessa dos Santos · Pietra Simoes · Hakelly de Souza | 46,15     | Chile Sofia Segura · Antonia Ramírez · Catalina Rozas · Blanca Yarur       | 46,23     | Kolumbia Luciana Zapata · Dana Jiménez · Maria Maturana · Stefany Julio Mendoza                       | 46,55     |
| Sztafeta 4 × 400 m            | Kolumbia Isabella Hurtado Reyes · Lenis Rivas · Nahomy Castro · Paola Loboa               | 3:43,24   | Argentyna Helen Bernard · Juana Zuberbuhler · Malena Galvan · Isabel Conde | 3:45,22   | Brazylia Beatriz Camargo Monteiro · Nykolli Alves · Maria Eduarda de Oliveira · Julia Aparecida Rocha | 3:47,86   |
| Chód na 10 000 m              | Ruby Segura                                                                               | 48:26,39  | Katherina Barreto                                                          | 50:47,23  | Maria Elena Potilla                                                                                   | 51:43,53  |
| Skok wzwyż                    | María Arboleda                                                                            | 1,82      | Maria Eduarda de Oliveira                                                  | 1,76      | Luisa Lopes                                                                                           | 1,70      |
| Skok o tyczce                 | Carolina Scarponi                                                                         | 3,80      | Julia Calabretti                                                           | 3,80      | Luna Pabon Arevalo Luiza Camargos                                                                     | 3,60      |
| Skok w dal                    | Vanessa Sena                                                                              | 6,17      | Dana Jiménez                                                               | 6,05      | Victoria Zanolli                                                                                      | 5,84      |
| Trójskok                      | Sylvana Behile                                                                            | 12,96     | Valery Arce                                                                | 12,43     | Noemi Caicedo                                                                                         | 12,10     |
| Pchnięcie kulą                | Belsy Quiñonez                                                                            | 15,09     | Edimara de Jesus                                                           | 14,51     | Natalia Cardoso                                                                                       | 14,15     |
| Rzut dyskiem                  | Ottaynis Febres                                                                           | 47,52     | Stefania Mena Banquez                                                      | 47,33     | Samanta Lopes                                                                                         | 46,78     |
| Rzut młotem                   | Giuliana Baigorria                                                                        | 57,62     | Kimberly Assiz                                                             | 55,04     | Florencia Sánchez                                                                                     | 52,68     |
| Rzut oszczepem                | Milagros Rosas                                                                            | 47,52     | Malena Cordoba                                                             | 46,36     | Miranda Ayoví                                                                                         | 45,02     |
| Siedmiobój                    | Renata Godoy                                                                              | 5062 pkt. | Isabela Teixeira                                                           | 4954 pkt. | Julia Marconato                                                                                       | 4917 pkt. |

### Zawody mieszane
| Konkurencja                 | 1. miejsce                                                                       | Wynik   | 2. miejsce                                                           | Wynik   | 3. miejsce                                                               | Wynik   |
| --------------------------- | -------------------------------------------------------------------------------- | ------- | -------------------------------------------------------------------- | ------- | ------------------------------------------------------------------------ | ------- |
| Sztafeta mieszana 4 × 400 m | Kolumbia Óscar Leal · Isabella Hurtado Reyes · José David Mosquera · Paola Loboa | 3:24,31 | Argentyna Tomas Miron · Malena Galvan · Manuel Juarez · Isabel Conde | 3:27,72 | Ekwador Elias Cañola · Genesis Cañola · Ian Andrey Pata · Xiomara Ibarra | 3:28,80 |

## Klasyfikacja medalowa
Kolorem niebieskim oznaczono kraj organizujący mistrzostwa.
| Miejsce | Państwo   | Złoto | Srebro | Brąz | Razem |
| ------- | --------- | ----- | ------ | ---- | ----- |
| 1.      | Brazylia  | 11    | 12     | 16   | 39    |
| 2.      | Kolumbia  | 8     | 13     | 5    | 26    |
| 3.      | Argentyna | 8     | 8      | 4    | 20    |
| 4.      | Ekwador   | 7     | 5      | 8    | 20    |
| 5.      | Chile     | 4     | 5      | 3    | 12    |
| 6.      | Peru      | 3     | 1      | 5    | 9     |
| 7.      | Gujana    | 2     | 0      | 1    | 3     |
| 8.      | Paragwaj  | 1     | 0      | 1    | 2     |
| 8.      | Wenezuela | 1     | 0      | 1    | 2     |
| 10.     | Urugwaj   | 0     | 1      | 0    | 1     |
| 11.     | Boliwia   | 0     | 0      | 1    | 1     |
| Razem   | Razem     | 46    | 46     | 46   | 138   |